# Lucien Sahetapy
Lucien Sahetapy (Groningen, 11 september 1974) is een Nederlands voormalig voetballer die als verdediger voor onder andere FC Groningen en BV Veendam speelde.

## Carrière
Lucien Sahetapy speelde in de jeugd van VV Roden en FC Groningen. Op 27 maart 1994 debuteerde hij in het eerste elftal van FC Groningen. Hij mocht in de basisopstelling beginnen in de met 3-1 gewonnen thuiswedstrijd tegen Go Ahead Eagles. Hierna kwam hij in twee seizoenen nog vijfmaal als invaller in het veld bij Groningen. In 1996 vertrok hij naar de amateurclub ACV, waar hij tot 2004 speelde. Hierna keerde hij weer terug in het betaald voetbal, zij het op amateurbasis, bij BV Veendam. Hij debuteerde voor Veendam op 10 september 2004, in de met 3-3 gelijkgespeelde uitwedstrijd tegen Emmen. Hij speelde in zijn eerste twee seizoenen 57 competitiewedstrijden, alvorens hij in 2006 een profcontract voor twee jaar kreeg aangeboden. Na deze twee seizoenen, waarin hij minder vaak in actie kwam dan in zijn eerste twee, keerde hij terug bij zijn jeugdclub VV Roden. Hier speelde hij tot 2010 in het eerste elftal.

### Statistieken
| Seizoen                     | Club           | Land           | Competitie     | Competitie | Competitie | Beker | Beker | Totaal | Totaal |
| Seizoen                     | Club           | Land           | Competitie     | Wed.       | Dlp.       | Wed.  | Dlp.  | Wed.   | Dlp.   |
| --------------------------- | -------------- | -------------- | -------------- | ---------- | ---------- | ----- | ----- | ------ | ------ |
| 1993/94                     | FC Groningen   | Nederland      | Eredivisie     | 3          | 0          | 0     | 0     | 3      | 0      |
| 1994/95                     | FC Groningen   | Nederland      | Eredivisie     | 3          | 0          | 0     | 0     | 3      | 0      |
| 1995/96                     | FC Groningen   | Nederland      | Eredivisie     | 0          | 0          | 0     | 0     | 0      | 0      |
| 2004/05                     | BV Veendam     | Nederland      | Eerste divisie | 29         | 0          | 2     | 0     | 31     | 0      |
| 2005/06                     | BV Veendam     | Nederland      | Eerste divisie | 29         | 0          | 1     | 0     | 30     | 0      |
| 2006/07                     | BV Veendam     | Nederland      | Eerste divisie | 20         | 0          | 0     | 0     | 20     | 0      |
| 2007/08                     | BV Veendam     | Nederland      | Eerste divisie | 10         | 0          | 2     | 0     | 12     | 0      |
| Carrièretotaal              | Carrièretotaal | Carrièretotaal | Carrièretotaal | 94         | 0          | 5     | 0     | 99     | 0      |
| Bijgewerkt op 19 april 2022 |                |                |                |            |            |       |       |        |        |